# Szymon Starkiewicz
Szymon Tadeusz Starkiewicz (ur. 22 sierpnia 1877 w Warszawie, zm. 1 stycznia 1962 w Busku-Zdroju) – lekarz pediatra, a także wolnomularz i społecznik, pionier kompleksowej rehabilitacji dzieci w Polsce – twórca Sanatorium „Górka” w Busku-Zdroju.

## Życiorys

### Dzieciństwo i młodość
Szymon był pierworodnym synem Antoniego (zm. 1926) i Leonii z Jundziłłów (zm. 1927). Rodzice byli nauczycielami w szkołach powszechnych Kongresówki (Piotrkowskie). Ojciec był Litwinem; w domu dziadków rozmawiano po litewsku i w tym języku prowadzono rodzinną korespondencję. Matka pochodziła z polskich Kresów Wschodnich i była unitką. Narodziny pierworodnego syna były przez ponad rok ukrywane. Miało to na celu uniknięcie przymusowego prawosławia, co carskie prawo przewidywało dla dzieci z mieszanych małżeństw (wiązało się z tym uznanie dziecka za Rosjanina). Dla pewności rodzina przeniosła się do Będzina, gdzie dziecko zostało wpisane do ksiąg metrykalnych. Szymon został z opóźnieniem ochrzczony w Kościele Mariackim w Krakowie.
Szymon Starkiewicz (wraz z trzema braćmi) uczęszczał do szkoły powszechnej prowadzonej przez ojca, a następnie do gimnazjum filologicznego w Kielcach, które skończył w 1898 roku (w kieleckim gimnazjum uczył Jan Starkiewicz, brat Antoniego i ojciec Władysława i Szczęsnego). Był zafascynowany książkami Żeromskiego (które były wówczas zakazane) za co był, wraz z kolegami, zatrzymany przez żandarmerię i przez noc przetrzymywany w karcerze i przesłuchiwany.
Studia medyczne rozpoczął na Wydziale Medycznym Uniwersytetu Moskiewskiego, gdzie istniała wówczas jedyna w Rosji katedra chorób dziecięcych, którą prowadził prof. Nił Fiedorowicz Fiłatow. W następnych latach studiował w Uniwersytecie Warszawskim, który ukończył w 1904 roku eximia cum laude.
Po odbyciu kilkumiesięcznej praktyki w klinice internistycznej, instytucie położnictwa i prywatnej lecznicy pediatrycznej, dr Starkiewicz prowadził praktykę lekarską w Siewierzu i Myszkowie k. Częstochowy.

### Zagłębie
Główny okres pracy Szymona Starkiewicza jest związany z Zagłębiem. Pracę rozpoczynał na stanowisku lekarza w ambulatorium kopalni Towarzystwa Franko-Włoskiego „Paryż” i „Koszelew” w Dąbrowie Górniczej. W kopalni przyjmował do 200 pacjentów dziennie. Poza pracą ambulatoryjną pisał prace naukowo-lekarskie, publikowane w „Przeglądzie Pediatrycznym”, „Przeglądzie Lekarskim”, „Gazecie Lekarskiej” i „Nowinach Lekarskich”. Zachęcony przez prof. Józefa Brudzińskiego tłumaczył z niemieckiego podręcznik Salgego Einführung in die moderne Kinderheilkunde. Po pięciu latach pracy podręcznik został wydany jako „Zarys pediatrii współczesnej” (1918). Przez długi okres był jedynym polskojęzycznym akademickim podręcznikiem pediatrii. Był to dla niego trudny czas, gdyż kierując się dobrem swoich niezamożnych pacjentów, sprowadził i rozpowszechnił broszurkę informującą o tym, w jaki sposób obniżyć koszty lekarstw i samego leczenia, przez co popadł w konflikt z miejscowym aptekarzem i felczerem, gdyż swoim działaniem w istotnym stopniu ograniczył ich dochody. Ci zaś podjęli z nim bezpardonową walkę, sięgając nawet do chuligańskich metod, takich jak zrywanie i niszczenie szyldu lekarskiego oraz stosując szeptaną propagandę szkalującą i dyskwalifikującą Starkiewicza jako lekarza. Doktor nie wytrzymał presji i po upływie roku przeniósł się do Myszkowa niedaleko Częstochowy, gdzie poznał doktora medycyny Władysława Biegańskiego, będącego założycielem i prezesem Częstochowskiego Towarzystwa Lekarskiego
Okres pracy w Dąbrowie Górniczej był przerywany wyjazdami szkoleniowymi, m.in. do łódzkiego szpitala pediatrycznego, kierowanego przez J. Brudzińskiego, oraz do kliniki pediatrycznej prof. Antoine’a Marfana w Paryżu. Po pobycie w Paryżu dr Szymon Starkiewicz zorganizował w Dąbrowie Górniczej placówkę „Kropla Mleka”, trzecią z takich placówek w Polsce. Podobne placówki istniały już wówczas w Łodzi i w Krakowie. Krakowską „Kroplę mleka” założył w Szpitalu św. Ludwika w Krakowie (przy ul. Strzeleckiej) literat i pediatra, Tadeusz Boy-Żeleński. Powstanie „Kropli Mleka” w Dąbrowie Górniczej zapoczątkowało rozwój akcji społeczno-leczniczej „Stacja Opieki nad Matką i Dzieckiem” przy Szpitalu Miejskim w Dąbrowie Górniczej.
Po odzyskaniu niepodległości dr Szymon Starkiewicz był dwukrotnie kandydatem do Sejmu, jednak nie został wybrany. W kampanii wyborczej jego przeciwnicy operowali argumentem:

Matki, nie wybierajcie dra Starkiewicza na posła, bo stracicie dobrego lekarza, a zyskacie kiepskiego polityka.

### Górka

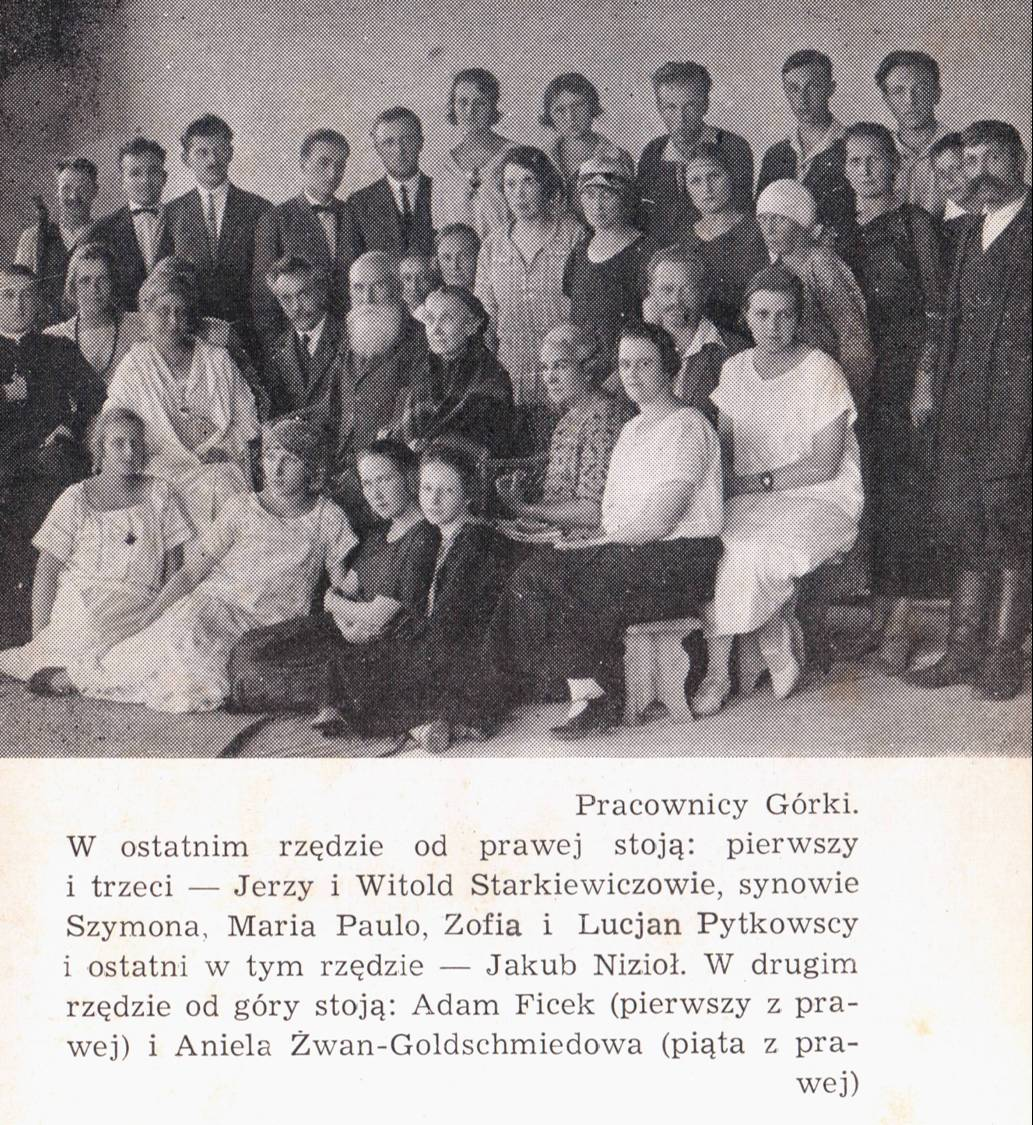
Ludzie z „Górki” (ok. 1920)

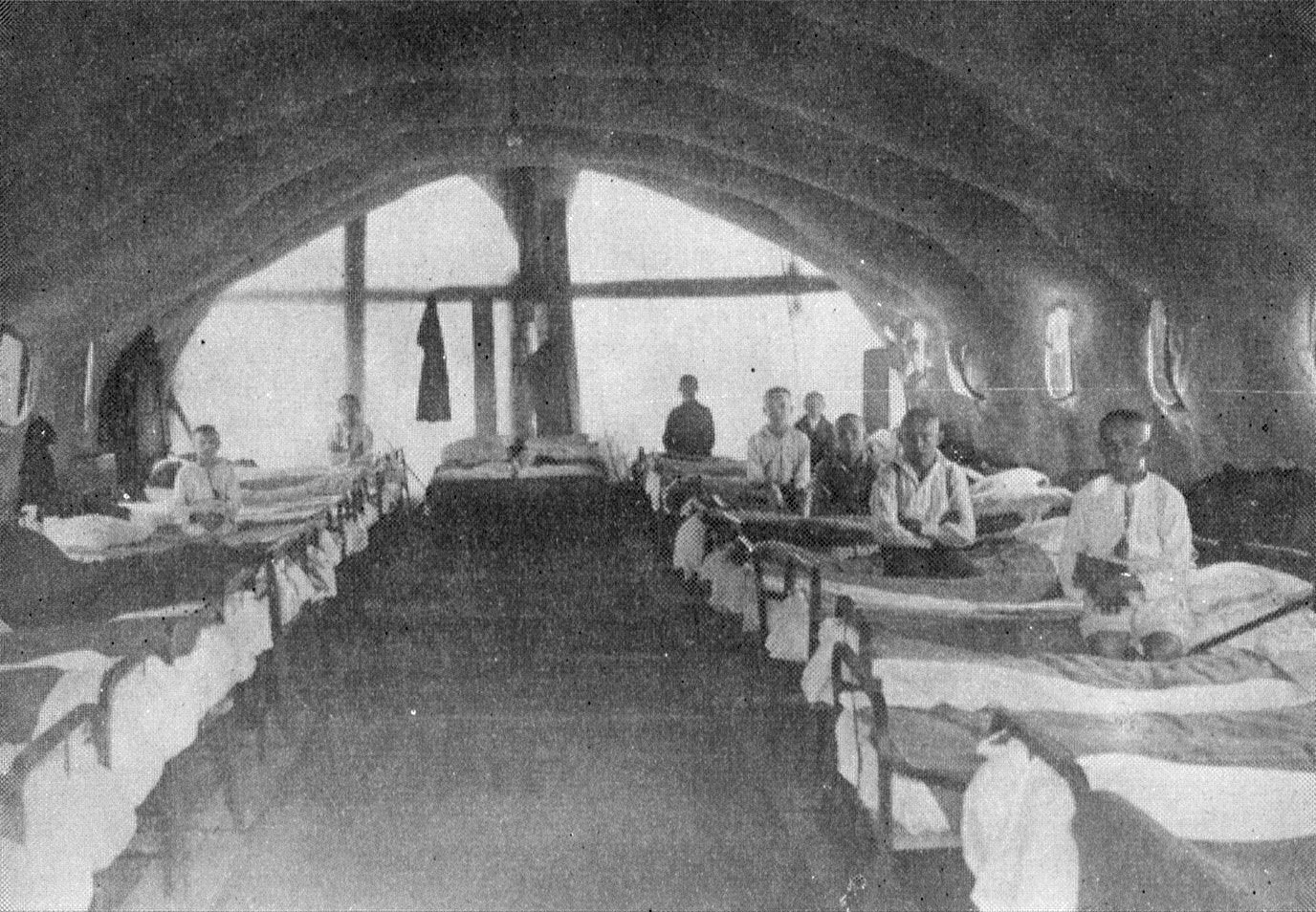
Sanatorium w namiotach (dar Amerykańskiego Czerwonego Krzyża)

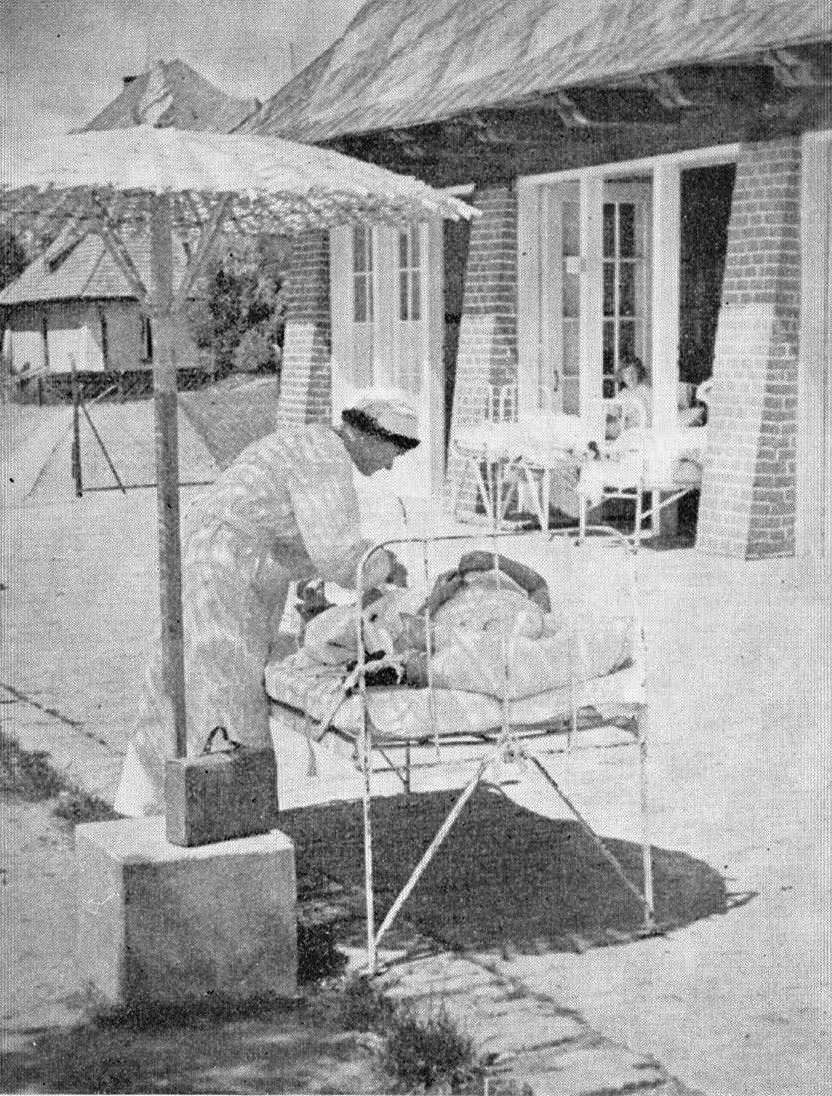
Letnia kuracja dzieci w nowych pawilonach

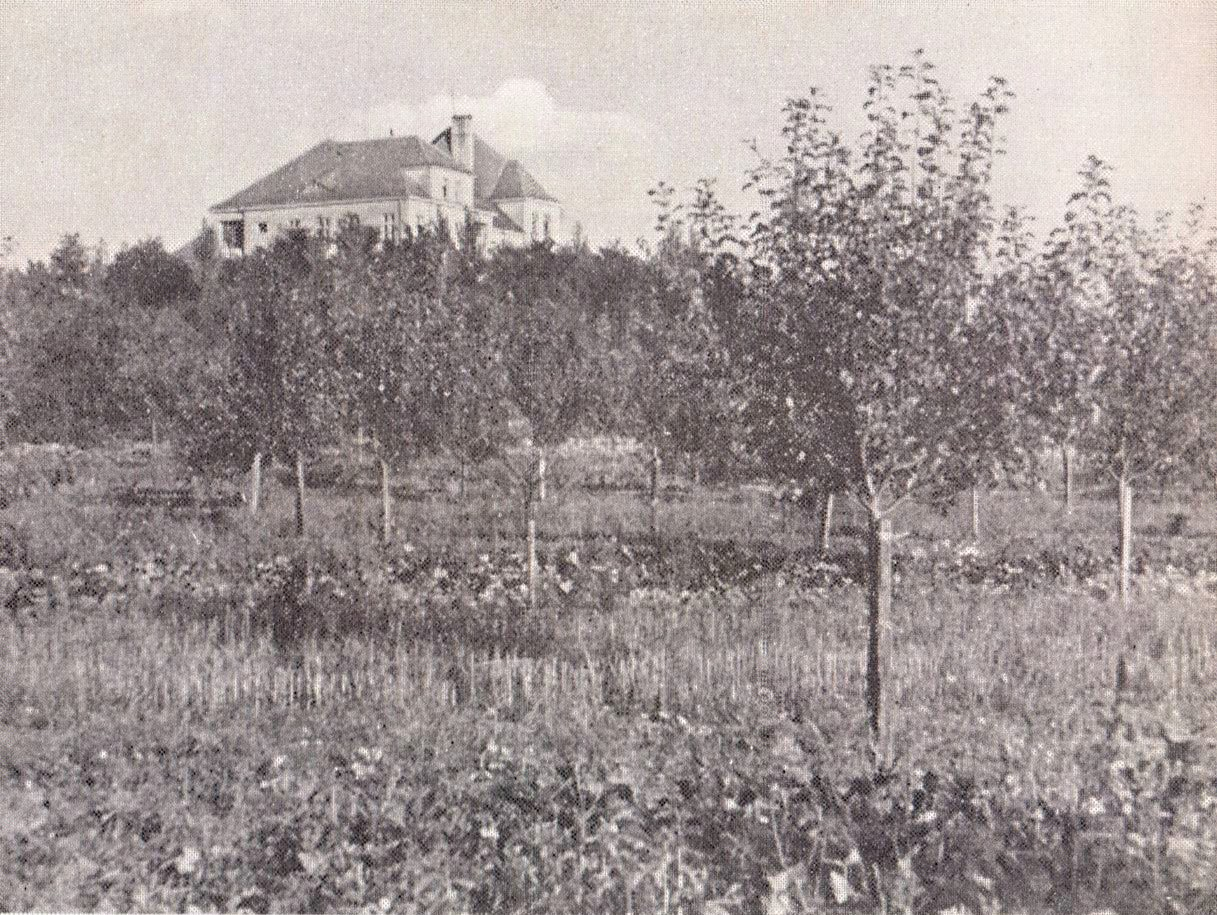
Nowy budynek i młody sad

W 1917 roku, w czasie zdrowotnego urlopu po tyfusie plamistym, dr Starkiewicz poznał Zakład Zdrojowy w Busku, gdzie zrodziła się myśl o stworzeniu tu specjalistycznej placówki pediatrycznej. Tego okresu dotyczy cytat:

…kiedy cały kraj żył jeszcze pod grozą wojny, kiedy wśród nieopisanego zamętu powstawały zręby państwa polskiego, gdzieś tam pod Kielcami, na Górce w Busku, pięćdziesiąt kilometrów od stacji kolejowej, pewien prowincjonalny lekarz ogłosił drukiem, iż 31 grudnia 1918 roku przystąpił wraz z żoną i synami do kopania gliny, z której będzie się wypalać cegły na budowę sanatorium dla dzieci, finansowaną z prywatnych składek.

Dr Starkiewicz rozpoczął długotrwałą akcję propagandową na rzecz sanatorium i poszukiwania sponsorów. Nie przerwał jej krótkotrwały epizod, związany z powołaniem w 1920 roku, przez ówczesnego ministra zdrowia, Witolda Chodźko, na stanowisko dyrektora Departamentu Opieki nad Dziećmi i Młodzieżą.

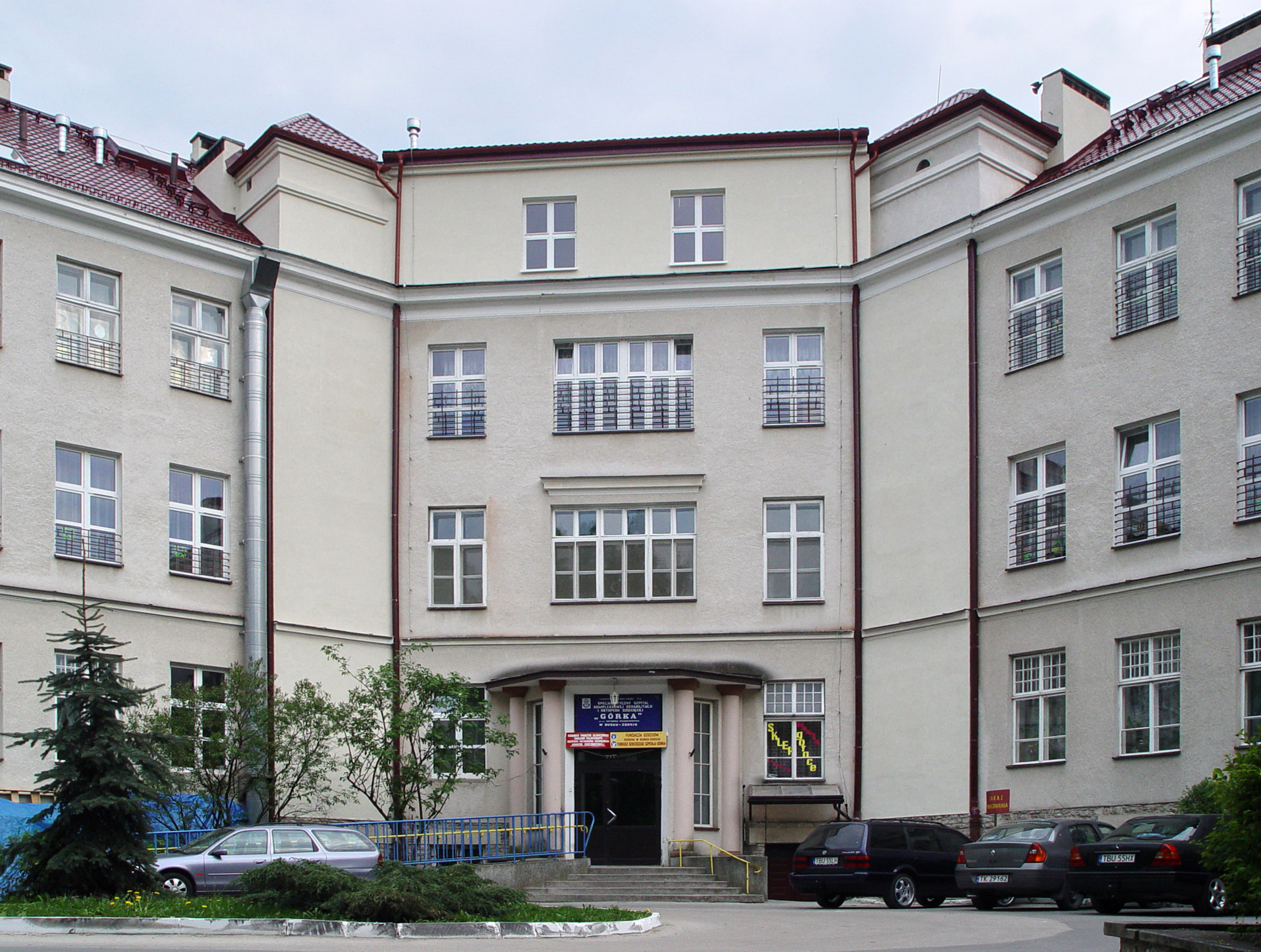
Współczesna „Górka”

Jednym z pierwszych hojnych ofiarodawców był inżynier górniczy z Sosnowca, Stanisław Knothe, którego imieniem nazwano po latach pierwszą salę nowego sanatorium. Darowizna ta umożliwiła nabycie ziemi pod budowę budynku kolonii dla 30 dzieci z Zagłębia. Głównymi pomocnikami dr. Starkiewicza byli wówczas Adam Ficek i Jakub Nizioł (m.in. jako „minister komunikacji”, który m.in. „zarządzał wynajmowanemi furmankami”), dwaj chłopi z pobliskich wiosek, których poznał w Dąbrowie Górniczej jako pracowników kopalni. Wspólnie z nimi dokonał zakupu kilkudziesięciu morgów na „Żwirowej Górce” – pustym wzniesieniu koło Zbludowic, bogatym w glinę – i rozpoczął prace budowlane. Ich początkiem było uruchomienie cegielni w szopie z kieratem.
Komitet Budowy Kolonii, w którego skład wchodzili Starkiewicz, Nizioł, Ficek i kilka innych osób z Buska, Ministerstwo Spraw Wewnętrznych zalegalizowało w 1919 roku. Sposoby zdobywania środków na budowę tak opisuje Zygmunt Kisielewski w swojej książce Czyn nie łza (1928):

Siadał więc ten „jeden” na furmankę, minister komunikacji na kozioł i wio na kwestę. Tu dano parę korców ziemniaków, ówdzie kilkadziesiąt koron, tam trochę drzewa, gdzie indziej odprawiono z kwitkiem.

W 1920 roku Komitet Budowy otrzymał 200 tys. marek od Ministra Zdrowia na wykończenie pierwszego domku, murowanego z własnej cegły. W tym czasie leczenie dzieci prowadzono w Busku, w wynajętych pokojach willi „Wiktoria” (30 miejsc). Od roku 1921 dr Starkiewicz organizował również, dla dzieci z Zagłębia, sezonowe kolonie letnie. Początkowo dzieci zajmowały sześć „namiotów bessemerowskich” (każdy na 30 łóżeczek), otrzymanych od Amerykańskiego Czerwonego Krzyża wraz z wyposażeniem 150 szpitalnych łóżeczek. W kolejnych latach wybudowano oszklone pawilony, zaprojektowane bezpłatnie przez architekta Jana Witkiewicza.
W lipcu 1922 roku odbyło się uroczyste Walne Zgromadzenie członków nowego Stowarzyszenia pod nazwą Kolonia Lecznicza Dziecięca im. Rektora dra med. Józefa Brudzińskiego przy Zdroju w Busku. Do Stowarzyszenia przystąpili tacy udziałowcy, jak Kasy Chorych i ZUS. Zarząd Stowarzyszenia przejął od Komitetu Budowy majątek Górki i część organizacyjnych obowiązków, związanych z realizacją programu jej dalszego rozwoju.
Sanatorium oficjalnie rozpoczęło działalność w roku 1927. Dr Starkiewiczowi powierzono stanowisko dyrektora. Od 1929 roku z Górką związał się Eustachy Kuroczko, który, wraz z drugą żoną Szymona Starkiewicza, Wandą, zorganizował i prowadził sanatoryjną szkołę, wzorowaną na podobnych ośrodkach niemieckich, dostosowaną do możliwości i potrzeb chorych dzieci.
Sanatorium dziecięce w Busku-Zdroju funkcjonuje obecnie jako Szpital Dziecięcy Kompleksowej Rehabilitacji „Górka”.

## Ordery i odznaczenia
- Order Sztandaru Pracy II klasy (13 lipca 1954)[28]
- Krzyż Komandorskim Orderu Odrodzenia Polski (27 listopada 1929)[29]
- Krzyż Oficerskim Orderu Odrodzenia Polski (30 kwietnia 1925)[30]

## Upamiętnienie
Jego imieniem jest nazwana ulica w Busku-Zdroju (wcześniej ul. Wiślicka), sanatorium „Górka” oraz Szpital Specjalistyczny w Dąbrowie Górniczej. W lipcu 1962 roku, aby upamiętnić dokonania tego wielkiego społecznika, na południowej ścianie budynku sanatorium „Górka” wmurowano płytę wykonaną z białego piaskowca.

## Opinie
Z okazji 75-lecia działalności „Górki” w czasopiśmie „Ortopedia, traumatologia, rehabilitacja” (2002) napisano o jej powstaniu:

Powstanie „Górki” i jej rozrost do placówki oszacowanej na miliony złotych to dowód, że nie mając nic, tylko ową wielką siłę pragnienia i sprzyjające okoliczności, można dokonać rzeczy niecodziennych.

W „Eskulapie Świętokrzyskim” (pismo Świętokrzyskiej Izby Lekarskiej) wydrukowano, w artykule pt. Dr Szymon Starkiewicz – Judym z Górki (w 40 rocznicę śmierci) następujący apel:

Młodzieży lekarska, Polska! Zapamiętaj imię i nazwisko mądrego, łagodnego i dobrego doktora Szymona Starkiewicza. Był on lekarzem miękkiego serca, gdy chodziło o niesienie pomocy chorym dzieciom. Stawał się człowiekiem o twórczym, silnym sercu i mocnej dłoni, gdy napotkał na drodze swojej działalności przeszkody. Był wtedy niezłomny.

W czasopiśmie „Służba Zdrowia” (2003) ukazał się artykuł pt. Górka ze snów Żeromskiego, a w nim m.in. opinia o Szymonie Starkiewiczu:

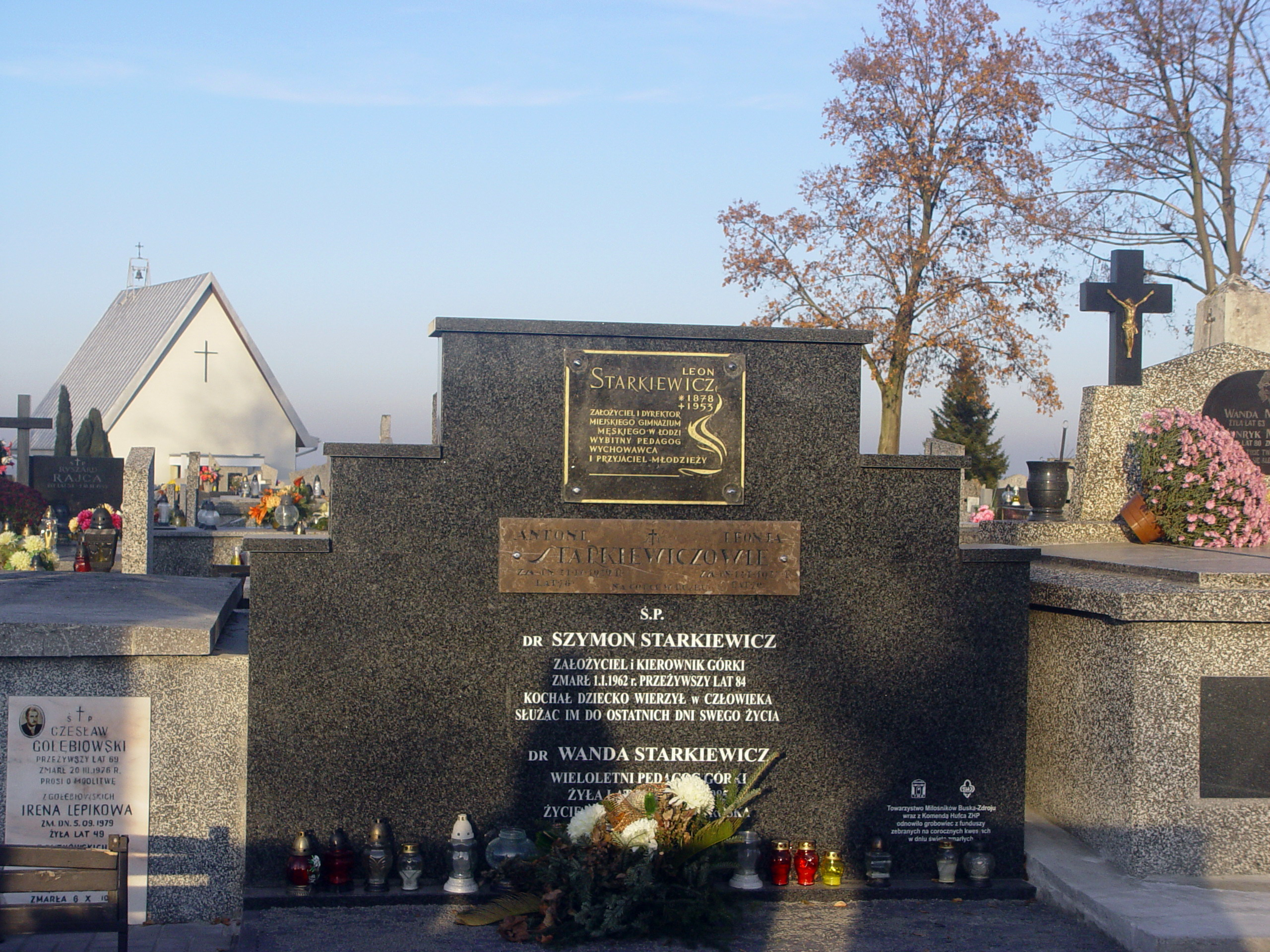
Grobowiec rodziny Starkiewiczów w Busku-Zdroju

…nie lubił, gdy go porównywano do Judyma. Judym to synonim szlachetności, ale przy tym klęski, a on był człowiekiem trudnego, morderczego czynu i jednak sukcesu. Porwał się z motyką na słońce. Pokazał, że chcieć, to móc.

## Życie prywatne
Szymon Starkiewicz był dwukrotnie żonaty. Z pierwszą żoną, Kazimierą de domo Starkiewicz, miał dwóch synów, Jerzego (fizyk, ur. 1904) i Witolda (okulista, ur. 1906). W roku 1946 zawarł drugie małżeństwo z Wandą z Przybysławskich (1903–1985), która pomagała w realizacji idei Górki jako dr filozofii i pedagog (pedagogika specjalna).
Zmarł w roku 1962. Jest pochowany na cmentarzu parafialnym w Busku-Zdroju w rodzinnym grobowcu, wraz z rodzicami, bratem Leonem i żoną Wandą (sektor III).

## Działalność wolnomularska
Będąc wzorem lekarza społecznika, człowiekiem czynu, osobą o nieposzlakowanej przeszłości Starkiewicz został w pierwszej połowie lat dwudziestych ubiegłego wieku inicjowany do jednej z siedmiu lóż Wielkiej Loży Narodowej „Polacy Zjednoczeni”, przyjmując imię zakonne „Szymon Górka”.
Niestety nie zachowały się jakiekolwiek dokumenty mówiące o tym, kto rekomendował Starkiewicza do wolnomularstwa. Niewykluczone i wielce prawdopodobne, że tą osobą był jego szef w Ministerstwie Zdrowia, również lekarz, dr med. Witold Chodźko. Przyjmując „światło” wolnomularskie, Starkiewicz nawiązał do swego rodzaju tradycji, gdyż polskich lekarzy, którzy przystąpili do tego etycznego i filozoficznego ruchu, obejmującego swoim zasięgiem różne stany i zawody, odnajdujemy w jego początkach na ziemiach polskich. Profesor Edward Towpik tak pisze o tym okresie:
„Lekarze pojawili się wśród inicjatorów ruchu wolnomularskiego w Polsce wcześnie – w drugiej połowie XVIII wieku. Na dokumencie założycielskim loży »Cnotliwy Sarmata« powstałej w Warszawie 18 stycznia 1767 r. widnieją nazwiska Jana Boecklera, konsyliarza króla Stanisława Augusta, i Andrzeja Ludwika Sauve. [...] Wśród 5748 członków lóż odnaleziono 157 lekarzy (ok. 2,7%). Może to być liczba nieco zaniżona – w wykazie Małachowskiego-Łempickiego nie zawsze podany jest zawód, co w przypadku lekarzy mało lub zupełnie obecnie nieznanych może prowadzić do nieścisłości”.
Podobnie wygląda sytuacja z przynależnością do wolnomularstwa lekarzy polskich w okresie drugiej niepodległości. Zdecydowana większość dokumentów sporządzonych w lożach zaginęła w latach zawieruchy wojennej lub została zniszczona przez samych wolnomularzy po ogłoszeniu dekretu prezydenta Mościckiego w 1938 roku, likwidującego loże wolnomularskie na obszarze Polski.
Z pozostałych nielicznych dokumentów stanowiących obecnie dość skromny zasób archiwalny wiemy, że obok Chodźki i Starkiewicza wolnomularzami byli wybitni lekarze psychiatrzy: doc. Witold Łuniewski, prof. Jan Mazurkiewicz, prof. Rafał Radziwiłłowicz oraz znany warszawski neurolog dr Wacław Męczkowski.